# Edoardo Milesi
Edoardo Milesi (Bergamo, 19 novembre 1954) è un architetto italiano. Presidente del comitato culturale della Fondazione Bertarelli, è stato membro del consiglio di amministrazione della Fabbriceria del duomo di Siena denominata "Opera della Metropolitana" e dal 2020 fa parte del comitato scientifico dell'Osservatorio paesaggi costieri italiani di Legambiente.

## Biografia
Nato a Bergamo nel 1954, consegue il diploma di maturità scientifica al liceo Lussana di Bergamo e si iscrive alla facoltà di architettura dell'Università IUAV di Venezia. Durante gli studi si avvicina al pensiero di Alvar Aalto e alle opere di Carlo Scarpa, dalle quali resta affascinato per l'attenzione ai dettagli, all'uso dei materiali e all'integrazione nel contesto, sviluppando così una visione dell'architettura che mette al centro l'uomo e il suo benessere e perseguendo una visione olistica dell'abitare che combina estetica, funzionalità e rispetto per l'ambiente. Spostatosi poi al Politecnico di Milano, si laurea nel 1979 con Franca Helg. 
Edoardo Milesi è nipote del saggista, scrittore e artista italiano Giorgio Milesi. 

### Carriera

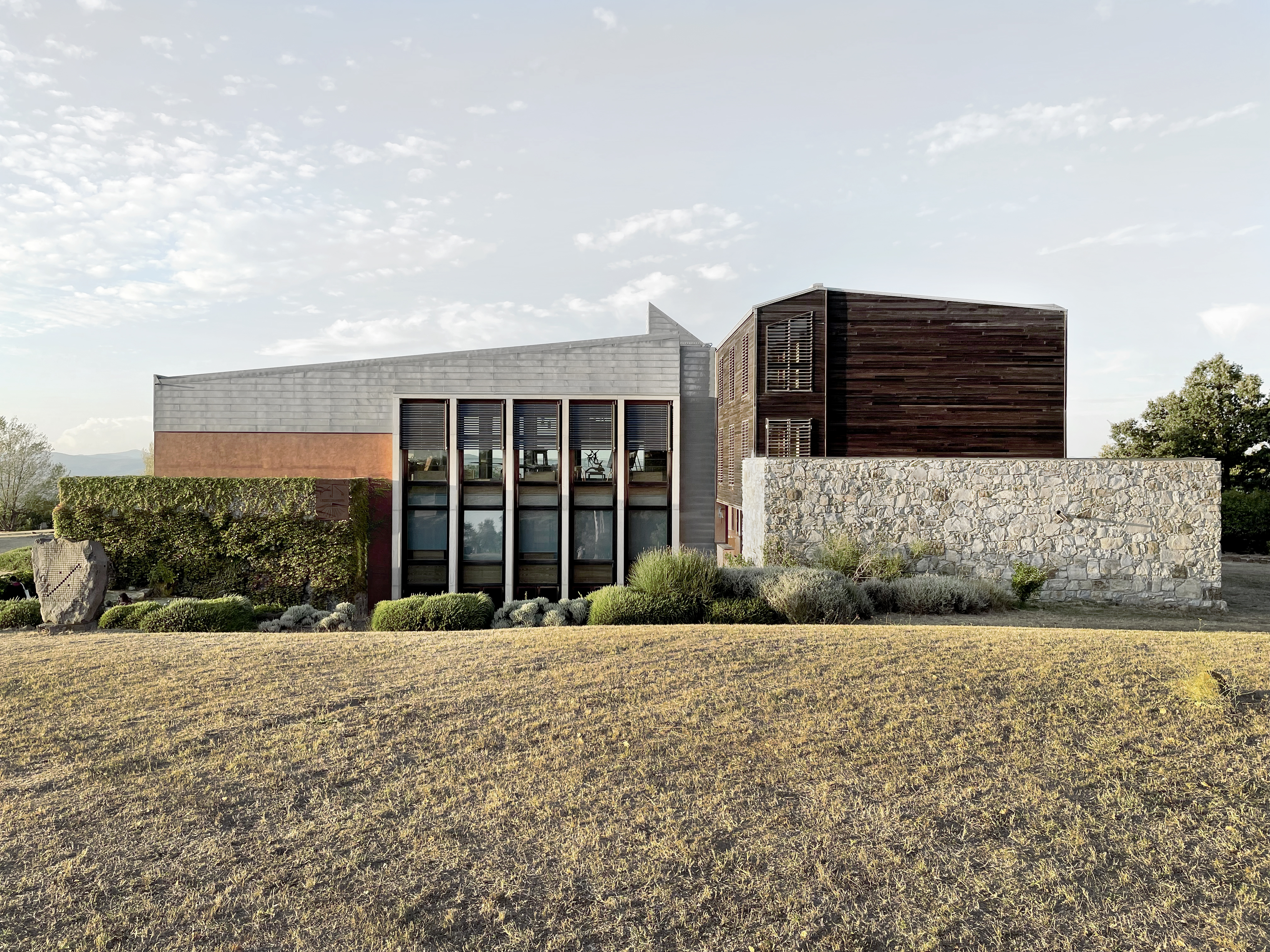
Il monastero di Siloe nei pressi di Cinigiano (GR) ispirato all'architettura cistercense del XII secolo

Dopo la laurea avvia il suo primo studio "SE" al numero 1 di via Longo a Bergamo. Durante gli anni Ottanta è attivo nella bergamasca realizzando alcune abitazioni che riflettono le eredità del Movimento Moderno, caratterizzate da un approccio sperimentale che mette in tensione materiali e tecniche diverse. Nel 1990 inizia una collaborazione decennale con Olivetti Servizi Italia per la progettazione di filiali di credito automatizzate nelle province di Bergamo e Brescia. A seguito di questa collaborazione fonda lo studio di architettura e ingegneria Edoardo Milesi & Archos che diventa il fulcro della sua attività professionale per affrontare progetti più complessi e diversificati.

All'inizio del nuovo millennio inizia a operare anche in Toscana con la ristrutturazione dei castelli maremmani di Vicarello prima e di Colle Massari poi. Nascono in questo periodo i progetti del monastero di Siloe, catalogato dalla Soprintendenza di Siena e Grosseto come bene architettonico contemporaneo assoggettato a tutela, della Cantina di Collemassari, presentata successivamente alla mostra Contemporary Ecologies: Energies for Italian Architecture al London Festival of Architecture (LFA) nel 2008, alla XII e XIV Biennale di Venezia nel 2010 e 2012 e al Congresso mondiale di architettura UIA 2010 a Tokyo e nominata nel 2014 "Cantina dell'anno" dalla guida Vini d'Italia del Gambero Rosso e, più tardi, del Forum Fondazione Bertarelli. Sempre in questo periodo sposta la sede dello studio Archos dal centro di Bergamo a Fiobbio, frazione di Albino e fonda nel 2008 la rivista d'arte e cultura ArtApp, della quale è direttore editoriale.

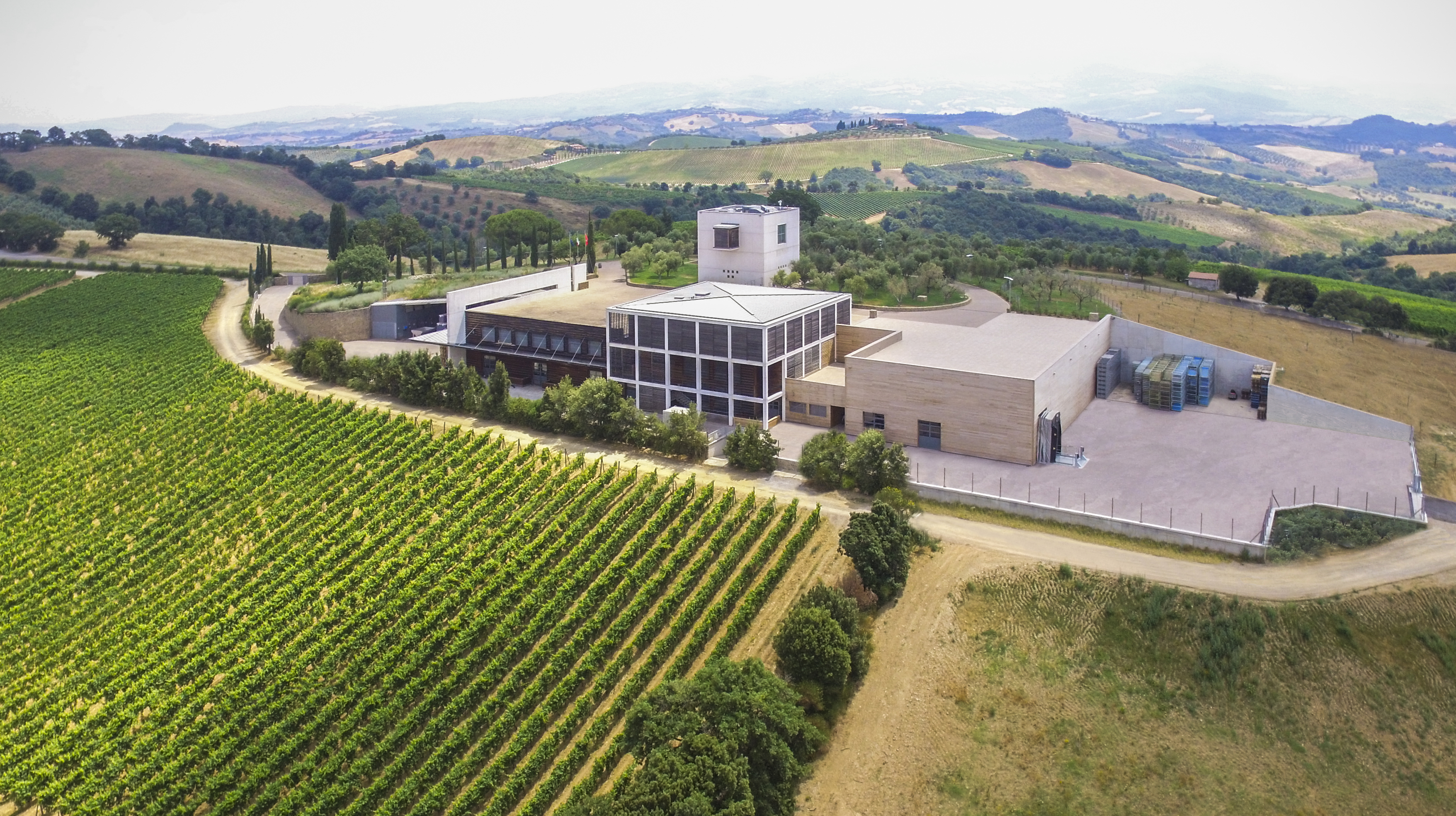
La Cantina di Collemassari a Poggi del Sasso

Dopo il terremo di Haiti del 2010, è chiamato dalla Compagnia di Maria e Caritas di Bergamo a realizzare in autocostruzione assistita con la popolazione locale una scuola edile antisismica a Port-au-Prince. L'edificio, completamente in legno e intitolato a Papa Giovanni XXIII, nel 2015 vince il primo premio IQU Innovazione e Qualità Urbana ed è presente al XXV Congresso mondiale di architettura UIA 2014 a Durban. Lo stesso anno, sempre a Port-au-Prince, progetta due prototipi di villaggi antisismici composti da piccole case in legno realizzate, sempre in autocostruzione, dai primi allievi della scuola tecnica.

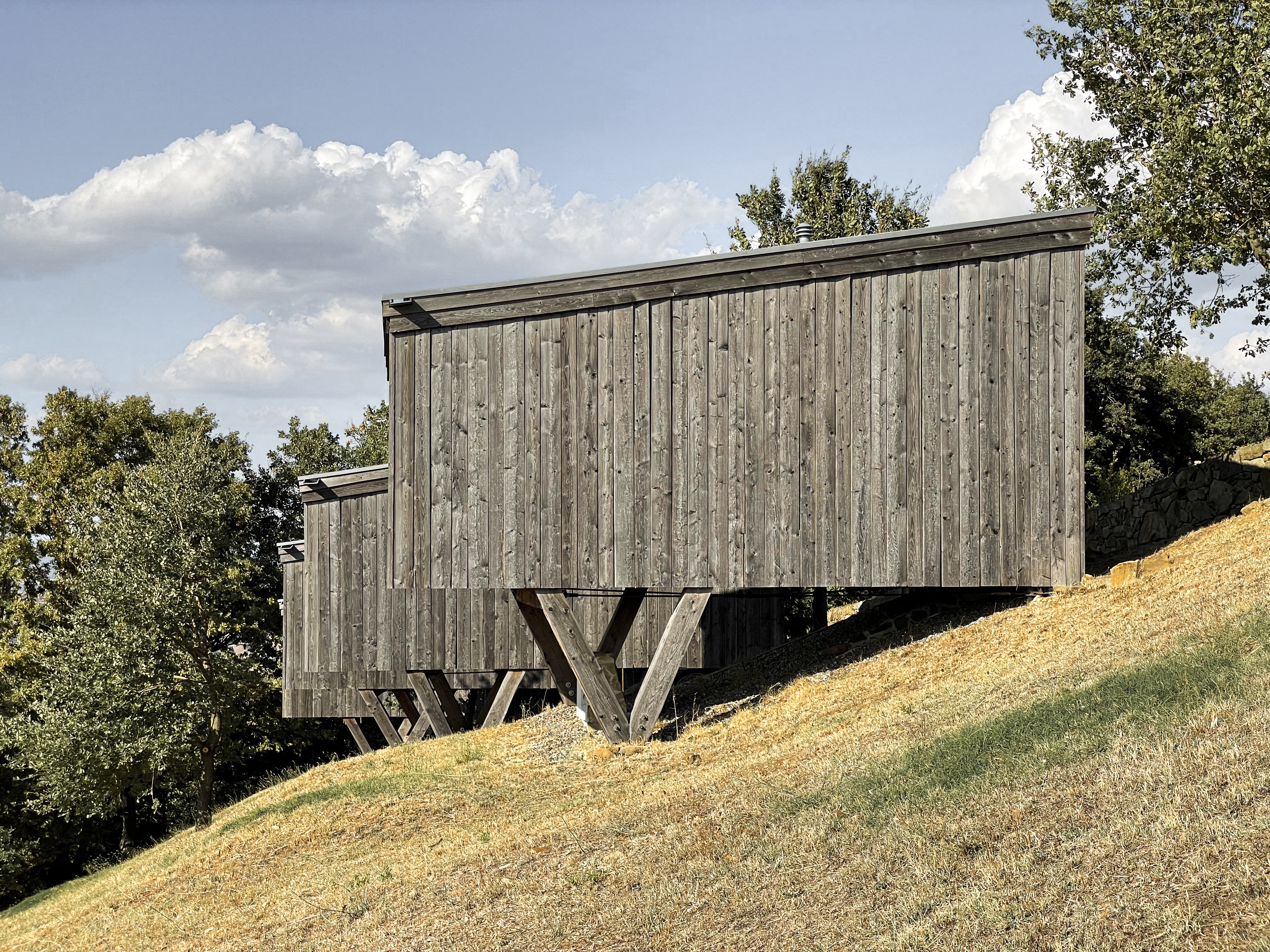
La Foresteria del Pellegrino presso il Monastero di Siloe (Poggi del Sasso)

Nel 2014 apre la Scuola Permanente dell'Abitare, un'organizzazione dedicata alla formazione e alla ricerca nel campo dell'architettura, del design e dell'arte con la quale organizza annualmente seminari e campus estivi residenziali per architetti. Parallelamente guida l'intervento di restauro dell'ex convento di Sant'Agostino a Montalcino, dove successivamente stabilisce la sede dell'Officina Creativa dell'Abitare (OCRA). Il 24 aprile 2019 è nominato dal Ministero dell'interno membro del consiglio di amministrazione della Fabbriceria del duomo di Siena, carica che mantiene fino alla naturale scadenza del mandato ad aprile 2022. È socio attivo dell'Ateneo di scienze lettere ed arti di Bergamo, del comitato scientifico dell'Osservatorio paesaggi costieri italiani di Legambiente nazionale e presidente del comitato culturale della Fondazione Bertarelli. Dal 2021 è membro della giuria di Europan 16 Competition Italia.

## Progetti
(Luigi Prestinenza Puglisi, in Architetti italiani. I profili di LLP, IoArch 105, 2023)
- 1988-1989: Centro polifunzionale nel campo nomadi di Argirocastro, Albania
- 1993: Allestimento della mostra dedicata a Käthe Kollwitz nella Sala delle capriate del Palazzo della Ragione, Bergamo
- 1994: Sede della Banca di Credito Cooperativo Bergamo e Valli, Pradalunga
- 1996-1999: Biblioteca CLUBI, Clusone
  - Lungolago Tadini, Lovere (in collaborazione con MBA Architetti)
  - Programma di riqualificazione urbana e di sviluppo sostenibile del territorio dell’Amiata, Grosseto
- 1999-2002: Ristrutturazione del Castello di Vicarello, Cinigiano
- 2001-2006: Ristrutturazione del Castello di Colle Massari, Cinigiano
  - Cantina di Collemassari, Cinigiano
  - Cantina Salustri, Cinigiano
  - Campus scolastico sostenibile, Lallio
- 2001-2012: Monastero di Siloe, Cinigiano
- 2007: Museo della Beata Pierina Morosini, Fiobbio
- 2009-2010: Ampliamento della scuola primaria Edmondo De Amicis, Clusone
  - Piano integrato di intervento di via Isonzo, Stezzano
- 2011: Museo di Santa Geltrude Comensoli, Bergamo
  - Cantina biodinamica di Poggio Bello, Foiano della Chiana
- 2012-2015: Forum Fondazione Bertarelli, Cinigiano
  - École technique Pape Jean XXIII e prototipo di casa in legno, Port-au-Prince
  - Centro didattico "Casa dell'archeologo" del parco archeologico di Pava, San Giovanni d'Asso
  - Restauro della Chiesa della Madonna, Salaiola
- 2014-2019: Restauro e rifunzionalizzazione della chiesa e dell’ex convento di Sant’Agostino, Montalcino
- 2016-2018: Il roccolo abitato, Clusone
  - Foresteria del Pellegrino del Monastero di Siloe, Cinigiano
  - Ristrutturazione Cascina Nuova, Bergamo
  - Ristrutturazione della Chiesa del Corpus Domini a San Miniato, Siena
- 2018-2020: Recupero dell'ex monastero delle Clarisse di Santa Chiara, Siena
  - Passerella ciclopedonale sul torrente Lura, Rovellasca
  - Restauro della cappella di Santa Lucia a Stiacciaie, Arcidosso
- 2019-2021: Cantina Cupano, Montalcino
  - Restauro e riuso ex casa canonica e Pieve dei Santi Giusto e Clemente a Balli, Sovicille
  - Restauro del concattedrale del Santissimo Salvatore, Montalcino
- 2021-2023: Casa della Memoria al Futuro, Maiano Lavacchio
  - Restauro e ampliamento della biblioteca civica Piero Angela, Stezzano
  - Riqualificazione del parco naturalistico-archeologico Sa Fogaia, Siddi

### Progetti in corso
- dal 2018:
  - Progetto della copertura del Sito archeologico di Santa Marta, Poggi del Sasso
  - Nuova chiesa sussidiaria della parrocchia di Santa Margherita, Cinigiano
  - Nuovo Istituto professionale agrario, San Giovanni d'Asso
- dal 2021:
  - Recupero del Castello di Monte Antico, Monte Antico

- dal 2022: 
  - Progetto di risalita del campanile della Basilica di San Giorgio Maggiore, Venezia
  - Ristrutturazione della sede del Convitto nazionale Vittorio Emanuele II, Cagliari
  - Nuovo polo culturale comunale, Bagnatica

## Riconoscimenti
Nel 2006 vince il primo premio internazionale architettura sostenibile Fassa Bortolo per il progetto della Cantina di Collemassari. Nel 2019 vince il Premio Architettura Toscana (PAT) nella categoria nuove costruzioni per la Foresteria del Pellegrino del Monastero di Siloe. e il premio speciale Paesaggi Culturali del City_Brand&Tourism Landscape Award promosso dal CNAPPC e Triennale di Milano per il progetto del Monastero di Siloe. L'anno successivo il progetto del "roccolo abitato" di Clusone vince il German Design Award nella categoria Excellent Architecture, premio internazionale presentato dal Ministero tedesco per l'economia e la tecnologia. Nel 2021 si aggiudica tre premi agli A' Design Award and Competition: un Golden Award per il Forum Fondazione Bertarelli e due Silver Award per il "roccolo abitato" di Clusone e la "villa in collina" di Ponteranica. Per la capacità di rileggere in chiave contemporanea i caratteri tipologici ed i contenuti compositivi tradizionali in rapporto con i luoghi, il progetto di ampliamento della cantina Cupano a Montalcino riceve una menzione d'onore al premio In/Architettura 2023 per la Toscana organizzato dall'Istituto Nazionale di Architettura ed è selezionato dalla giuria tecnica del Premio Architettura Toscana 2024 per essere inserito nella mostra e nel relativo catalogo.

## Mostre
- 2008 – Contemporary Ecologies: Energies for Italian Architecture al London Festival of Architecture, Londra
- 2010 – Edoardo Milesi. Dentro l'architettura, Sala espositiva "Virgilio Carbonari", Seriate
- 2016 – Edoardo Milesi. DiSegnare il paesaggio, Fortezza Medicea, Grosseto
- 2016 – Edoardo Milesi. Utopie concrete, chiesa del monastero di Santa Chiara, Lovere
- 2022 – Inediti in legno. Uno scorcio tra architettura e design, dal dopoguerra a fine secolo, Palazzo della Ragione, Bergamo
- 2024 – La meraviglia del Legno, storie di design e passione, Orio al Serio